# La Paz, Ángel Albino Corzo
La Paz är en ort i Mexiko.   Den ligger i kommunen Ángel Albino Corzo och delstaten Chiapas, i den sydöstra delen av landet, 800 km sydost om huvudstaden Mexico City. La Paz ligger 832 meter över havet och antalet invånare är 524.
Terrängen runt La Paz är bergig österut, men västerut är den kuperad. Runt La Paz är det ganska glesbefolkat, med 28 invånare per kvadratkilometer. Närmaste större samhälle är Nueva Palestina, 13,1 km väster om La Paz. I omgivningarna runt La Paz växer i huvudsak städsegrön lövskog.